# Littorophiloscia culebrae
Littorophiloscia culebrae är en kräftdjursart som först beskrevs av Moore 1901.  Littorophiloscia culebrae ingår i släktet Littorophiloscia och familjen Philosciidae. Inga underarter finns listade i Catalogue of Life.